# El Cucurucho
El Cucurucho är en ort i Mexiko.   Den ligger i kommunen Jerécuaro och delstaten Guanajuato, i den centrala delen av landet, 170 km nordväst om huvudstaden Mexico City. El Cucurucho ligger 2 310 meter över havet och antalet invånare är 221.
Terrängen runt El Cucurucho är huvudsakligen kuperad, men västerut är den platt. Terrängen runt El Cucurucho sluttar västerut. Runt El Cucurucho är det ganska glesbefolkat, med 47 invånare per kvadratkilometer. Närmaste större samhälle är Jerécuaro, 15,7 km söder om El Cucurucho. I omgivningarna runt El Cucurucho växer huvudsakligen savannskog.